# Zelotes caprearum
Zelotes caprearum este o specie de păianjeni din genul Zelotes, familia Gnaphosidae. A fost descrisă pentru prima dată de Pavesi, 1875.
Este endemică în Italia. Conform Catalogue of Life specia Zelotes caprearum nu are subspecii cunoscute.